# Temă (ficțiune)
Tema este un subiect central al unei opere literare și unul dintre principalele aspecte ale studiilor literare contemporane. Prin temă se poate înțelege un subiect principal al unei opere, un caz preponderent în operele de non-ficțiune sau ce semnificație dă opera unui anumit subiect. În ambele cazuri, teme multiple pot coexista în aceeași operă.

## Tehnici
Temele pot fi exprimate cu ajutorul figurilor de stil, motivelor și personajelor, fie personaje-tip, fie relativ la opiniile acestora și a felului în care consecințele acțiunii se reflectă asupra personajelor.

### Tema și motivele literare
Tema și motivul literar sunt două elemente care pot fi adesea confundate. O temă reprezintă un sentiment, o idee sau atitudine față de acea idee, dar motivul este un element care este accentuat fie prin repetiție (de exemplu (laitmotivul), fie subliniat în cadrul acțiunii și care contribuie la definirea și extinderea mesajului unei opere, pentru a crea o atmosferă (motive cromatice în Lacul) și la încadrarea acesteia într-un anumit gen, după conținut (Western) și registru (Fantezie).
Motivele contribuie la definirea și augmentarea unei teme, ajutând la identificarea temei, sau asocierea și contrastul între teme diferite.
- În Luceafărul, tema condiției geniului se reflectă în contrastul dintre motivele planului sacru (lumină, stele, sori) și motivele planului profan (fereastra, oglinda, banca)
- În Marele Gatsby, tema declinului societății în Statele Unite în anii 1920 este întărită printr-un recurent motiv simbolic, Valea Cenușii
- În Candid sau Optimismul, o temă des întâlnită este ridicularizarea optimismului, în special optimismul leibnițian, un motiv recurent este revenirea la viață a personajelor apropiate protagonistului, personaje pe care acesta le crezuse moarte. În ciuda mesajului aparent binevoitor, din cauza defectelor, aceste personaje fac mai mult rău decât bine. Teoriile lui Pangloss sunt un alt motiv des întâlnit, teorii care devin din ce în ce mai complicate pe măsură ce acesta încearcă să justifice încercările prin care el și tânărul său elev trec. Un laitmotiv în justificările lui Pangloss este că totul are loc „în cea mai bună dintre toate lumile posibile”. Motivul grădinii apare la începutul și la sfârșitul poveștii, cu scopul de a contrasta starea lui Candid: în ambele situații acesta este într-o poziție sigură. Acesta este dat afară deoarece o iubește pe fiica baronului, asemenea lui Adam și Eva. La început acesta este naiv și crede devotat în învățăturile lui Pangloss; la sfârșitul cărții, îl întrerupe și-i amintește că prioritatea de moment o reprezintă problemele esențiale.

| “                                           | —Toate evenimentele se înlănțuie în cea mai bună lume cu putință: dacă n-ai fi fost alungat dintr-un frumos castel cu picioare în spate de dragul domnișoarei Cunigunda, dacă n-ai fi fost prins de Inchiziție, dacă n-ai fi cutreierat America pe jos, dacă n-ai fi străpuns cu spada pe baron, dacă n-ai fi pierdut toți berbecii aduși din fericita țară Eldorado, n-ai mânca aici dulceață de chitre și fisticuri. —Foarte bine ai vorbit, zise Candid, dar până una-alta trebuie să ne lucrăm grădina. | ” |
| — Candid sau Optimismul (1759), de Voltaire | |   |

## Teme în curentele literare occidentale majore

### Literatura medievală (sec. V-XIV)
După căderea Imperiului Roman de Apus, în sec. V, spațiul sociopolitic european al vremii a devenit foarte fragmentat și învolburat. Deoarece susținerea bisericii era de mare ajutor pentru monarhii creștini, biserica a câștigat tot mai multă influență în spațiul laic. Majoritatea literaturii medievale a fost scrisă de membri ai clerului și reprezintă în principal hagiografii (Legenda aurea c. 1260), imnuri (Dies Irae c. 1200) și tratate filozofice și teologice. Există și un alt tip de literatură, care își are originea în autori laici și este reprezentat de biografii, cântece (Cântecul lui Roland c. 1115), poeme epice (Beowulf c.1000) și poezie politică. Teme des întâlnite la acea vreme sunt:
- opere religioase: iubirea pentru Dumnezeu, gloria acestuia, martiriul, virtutea în fața tentației și a supliciului (Dulcitius, sec. X)
- opere nereligioase: vitejia, iubirea, onoarea și războiul

### Renașterea și Umanismul (sec. XIV-XVI)
Renașterea este un fenomen istoric și cultural, care foarte probabil își are rădăcinile în Florența, între secolul al XIV-lea și secolul al XVI-lea. Este un fenomen care se datorează mai multor cauze. Economic, peninsula Italică devenise una dintre cele mai urbanizate zone ale Europei ca urmare a unei tranziții a puterii de la monarhie către comerț, ceea ce a încurajat gândirea liberală și patronajul artistic. În paralel, o altă teorie menționează că Moartea neagră (1347) a afectat preponderent Florența, ceea ce i-a făcut pe mulți să fie mai puțin interesați de viața de apoi. În final, familia de Medici avea afaceri preponderent în domeniul bancar, ceea ce în climatul economic al acelor vremuri, le-a permis să se îmbogățească rapid. Aceștia au comandat cantități uriașe de opere artistice, devenind indirect o puternică forță de schimbare culturală.
Umanismul a fost o mișcare culturală cu rădăcinile în Renaștere, care punea accentul pe responsabilitatea personală și liberul albitru și care a influențat puternic literatura. Stilistic, operele vremii își mai trag rădăcinile din antichitate și din chanson de geste, din Evul mediu. Ca atare, operele umaniste din perioada Renașterii au fost preponderent epopee eroice (Orlando furioso (1532)), poezii tragice, relatând fapte de valoare (Amadis de Gaula (sec. XIV), Don Quijote (1615)), nuvele (în antologia Decameronul (1353)), proză satirico-burlescă și epopee pastorală. Teme principale în general și în particular în ficțiune sunt:
- Omul multilateral
- Libertatea, demnitatea și perfecțiunea ființei umane
- Rațiune
- Armonia dintre om și natură

### Clasicism (sec. XVII-XVIII).
Clasicismul este o mișcare artistică și culturală, ce își are originea în Franța și Italia. În contrast cu arta barocă, clasicismul se bazează pe
- promovarea rațiunii
- echilibru
- rigoare
- personaje integre, cu valori și stăpânire de sine, care înfrâng obstacolele și felurite tentații

### Iluminism (sec. XVII-XIX)
Iluminismul a marcat preponderent  secolul XVIII, caracterizat și precedat de filozofi de mare calibru precum John Locke, Voltaire, Peter Bayle și Denis Diderot. 
- promovarea rațiunii
- caracter laic, anticlerical
- împotriva fanatismului și al dogmelor
- emanciparea poporului prin educație și cultură

### Romantism (sec. XVIII-XIX)
Romantismul a fost un curent literar caracteristic sfârșitului secolului al XVIII-lea, ca reacție împotriva Revoluției industriale și Iluminismului. Operele romantice urmăresc preponderent teme precum:
- prioritizarea emoțiilor față de logică
- libertate în creație, cultivarea sensibilității creative
- complexitatea naturii umane
- individualismul
- nostalgia
- dorința și voința ca motivație centrală

### Realism
Realismul este caracterizat de un stil sobru și impersonal, câteodată banal, în contrast cu efuziunile romanticilor. Realismul este centrat pe reprezentarea veridică a realității dintr-o perspectivă obiectivă cu personaje tipice, în împrejurări tipice, și teme precum:
- lipsa idealizării
- atitudinea critică față de societate

### Simbolism
Simbolismul respinge prozaicul realism, utilizând simbolul, înclinația spre reverie, muzica interioară și puterea sugestiei pentru a reda următoarele teme:
- iubire
- nevroză
- natură